# İnceler
İnceler Kasabası est une ville de Turquie, située près de Denizli, dans la province du même nom, entre Bozkurt et Çardak. Sa population est d'environ 3 000 habitants.